# Șabat

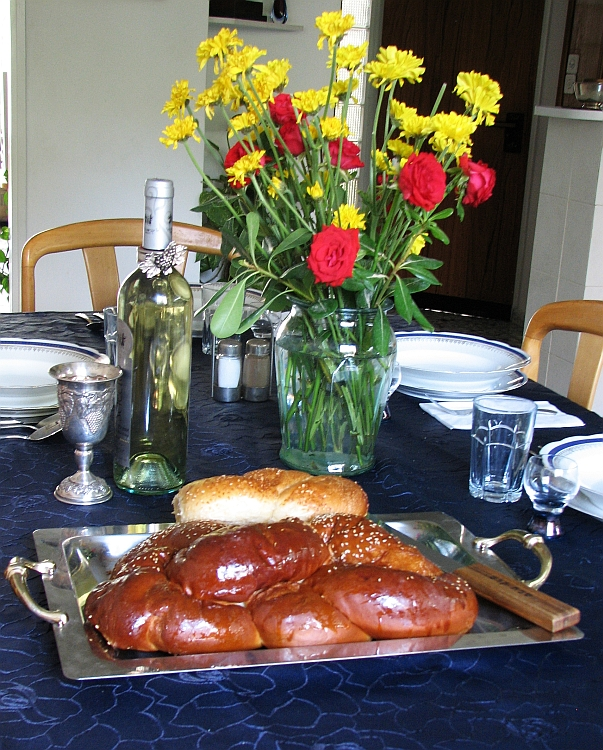
Masa orânduită pentru Șabat, cu pâinea împletită tradițională, vin și pahar pentru binecuvântarea Sâmbetei

Șabat (Shabat, în ebraică: שבת) considerat uneori și ca Semnul lui Dumnezeu este ziua odihnei săptămânale instituită de religia iudaică, care cade în a șaptea zi a săptămânii, sâmbăta.
Cuvintele sâmbătă și sabat în românește ca și termenul corespunzător în multe alte limbi, provine din cuvântul ebraic Șabat.
În tradiția evreiască, Șabatul începe în seara de vineri, la un anumit timp după asfințitul soarelui.

Aceste ultime ceasuri ale serii de vineri se numesc Leil Shabat (noaptea de Șabat). Șabatul se încheie la scurt timp dupa apariția pe cer a trei stele în seara zilei de sâmbătă, după care urmează ceasurile de Motzaey Shabat (Ieșirea Șabatului).
Porunca păstrării Șabatului este una din poruncile centrale ale Torei - Legea sau Învățătura lui Moise)- și una din prescripțiile Decalogului, și ea constă din abținerea de la diferite munci în decursul Șabatului. 
Zilele săptămânii din calendarul ebraic sunt numite dupa ordinea lor numerică: ziua întâi (duminica), ziua a doua (lunea), ... ziua a șasea (vinerea), iar cuvântul șabat reprezintă singura excepție de la această regulă, el însemnnd în ebraică "el s-a odihnit".
În ziua de Șabat evreii ortodocși practicanți se abțin de la orice activitate care este considerată muncă de către codul religios Halaha. 
Evreii conservativi practicanți urmează interdicțiile din Halaha cu privire la Șabat cu ceva mai mică strictețe, iar cei numiți reformați sau  liberali dau întâietate semnificației etice a Șabatului și pot decide individual modul abstinenței de la activități. 

## Origini
Ca zi de odihnă, Șabatul evreiesc se inspiră din tradițiile calendarului mesopotamian ("zilele periculoase"); inițial, șabatul era o sărbătoare lunară, serbată la momentul lunii pline, el devenind o sărbătoare săptămânală "șomantă" sub influența astrologiei babiloniene, schimbare probabil introdusă odată cu reforma calendarului (trecerea de la cel tradițional la cel preoțesc).